# Aberdour
Aberdour (inglês: [ˌæbərˈdaʊər] (escutarⓘ); em scots: Aiberdour, em gaélico escocês:  Obar Dobhair) é um pitoresco vilarejo histórico na costa sul de Fife, Escócia. Está situado no litoral norte do estuário do rio Forth, com vista para o sul da ilha de Inchcolm e sua abadia, e do outro lado de Leith e Edimburgo. De acordo com a estimativa populacional de 2006, a vila tem uma população de 1.680 habitantes.
Sua sinuosa rua principal localiza-se um pouco mais para o interior da costa. Ruelas partem dela, permitindo o acesso às partes mais escondidas da vila e da costa em si. A vila está situada entre as cidades costeiras de Burntisland a leste e Dalgety Bay a oeste.

## História
A origem da aldeia está no seu porto, onde o Dour Burn deságua no rio Forth. Seu nome tem origem picta, o que implica ter surgido na Idade Média: aber 'confluência. O elemento -dour, referindo-se a Burn, significando simplesmente 'água' (arcaico dobur), e não tem relação com o scots/inglês 'dour'. Durante a maior parte de sua história Aberdour era formada por duas aldeias, Wester Aberdour e Easter Aberdour, em cada lado do Dour Burn. Embora esta distinção tenha se tornado menos clara com a chegada da ferrovia no século XIX.
Por volta de 1700 o porto de Aberdour foi melhorado com a adição de um cais de pedra para ajudar no escoamento de carvão mineral das minas nas proximidades. No entanto, na década de 1850 o transporte de carvão mudou drasticamente, e o porto de Aberdour tornou-se um destino popular para os barcos a vapor de recreio que partiam de Leith. Isto, por sua vez, levou à construção de um cais de águas profundas mais próximo da baía em Hawkhead, e para o desenvolvimento de hotéis e muitos outros serviços até hoje ainda disponíveis na aldeia.
A ferrovia chegou a Aberdour em 1890, com a construção da linha leste da recém-inaugurada ponte ferroviária do Forth. A estação ferroviária ganhou muitos prêmios de "melhor manutenção". A viagem de meia hora até o centro de Edimburgo ajudou a aumentar a popularidade existente da cidade, apesar de ter deixado os navios a vapor fora do negócio. O principal resultado foi o crescimento na construção de grandes e atraentes casas, principalmente nas encostas de Wester Aberdour até West Sands.

## Pontos turísticos

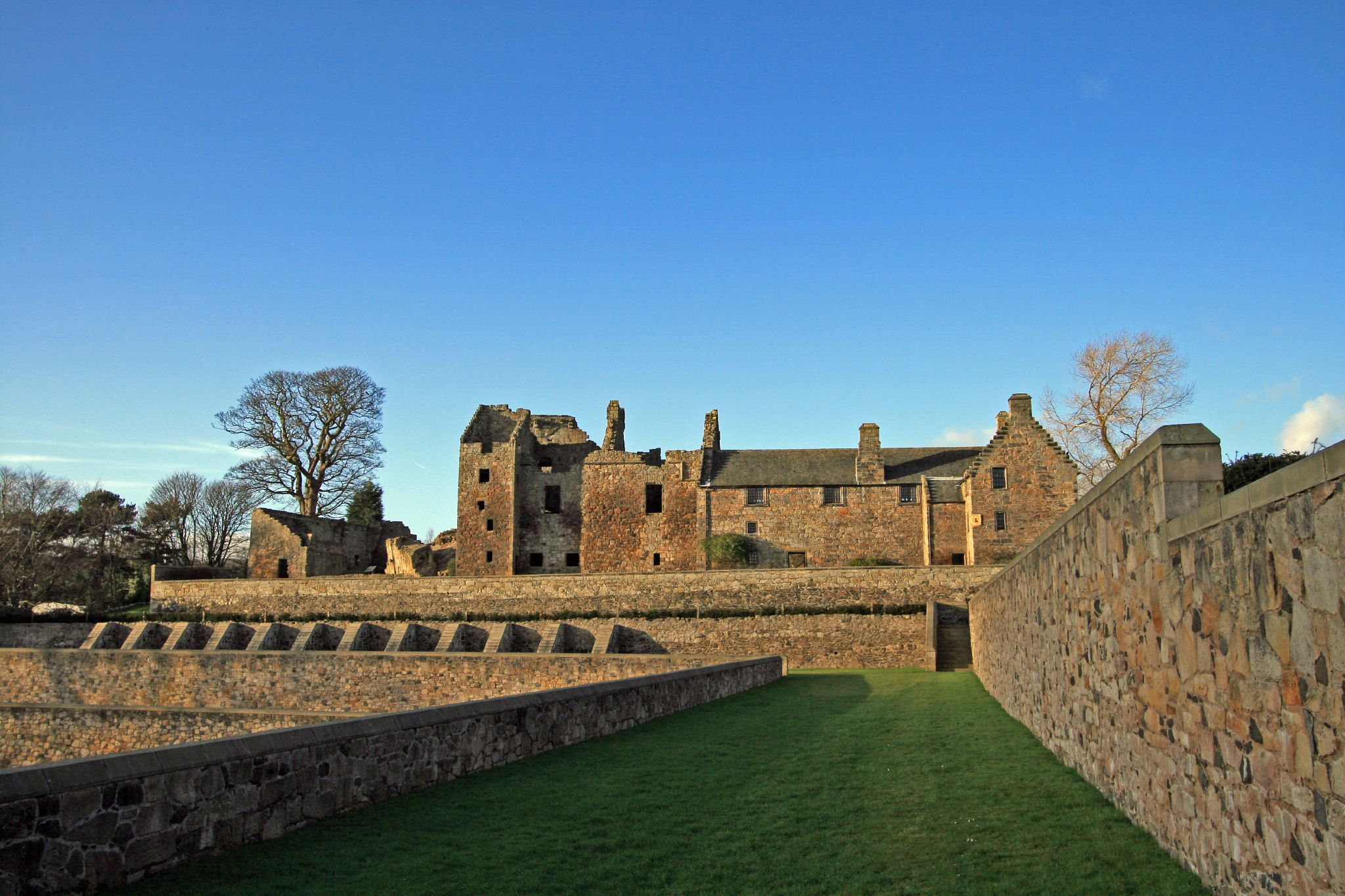
O Castelo de Aberdour

O Castelo de Aberdour situa-se praticamente entre os dois antigos assentamentos, embora na verdade, mais em Easter Aberdour. Esta construção começou como uma modesta casa com vista para o Dour Burn no século XIII. A parte mais antiga da atual semi-ruína constitui um dos castelos de pedra mais antigos que sobreviveram na Escócia. Ao longo dos quatrocentos anos seguintes, o Castelo foi sucessivamente sendo ampliado de acordo com ideias de arquitetura contemporânea. Destacam-se as partes, ainda em grande parte cobertas, construídas pelos Condes de Morton, com refinados acabamentos renascentistas, na segunda metade do século XVI. Um incêndio no final do século XVII foi seguido por alguns reparos, mas em 1725 os Mortons compraram a Aberdour House, uma construção do século XVII em Wester Aberdour, e o castelo medieval caiu em relativa decadência. O Castelo de Aberdour está agora sob os cuidados da Historic Scotland e aberto ao público (entrada paga). Após um período de abandono a Aberdour House foi reformada para uso residencial na década de 1990.

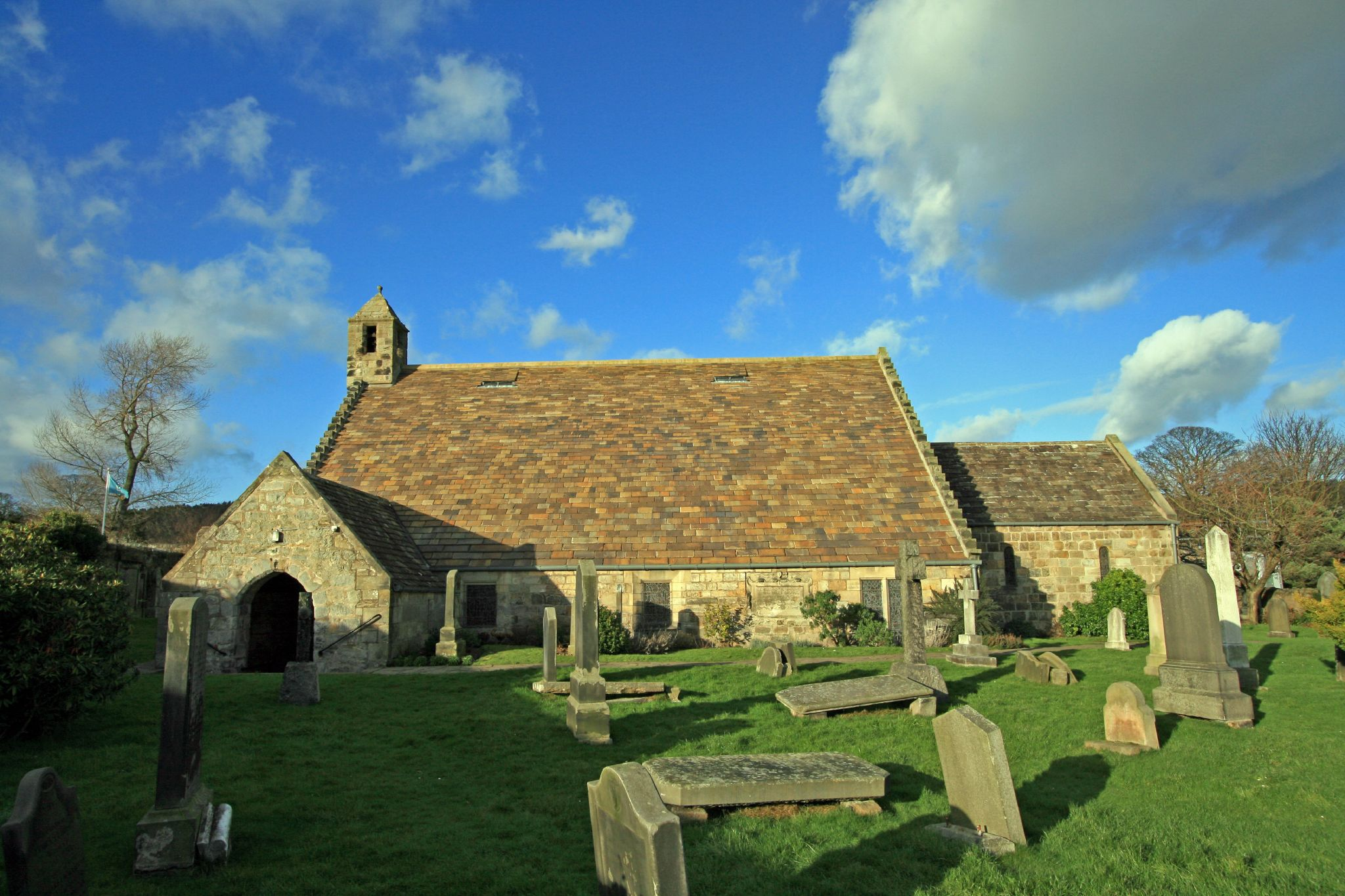
Igreja de São Filan

A igreja de São Fillan é uma das mais bem conservadas igrejas paroquiais medievais da Escócia, datando grande parte do século XII. A arcada sul foi adicionada à nave no início do século XVI (aberta para visitação no verão). A rodovia A921, a principal estrada ao longo da costa sul de Fife, leva até a rua principal de Wester Aberdour, antes de dobrar acentuadamente à esquerda para cruzar a via férrea, em seguida, novamente à direita através da rua principal de Easter Aberdour.
Wester Aberdour tem um aspecto mais medieval do que Easter Aberdour, com suas vias estreitas e cercada por lojas e hotéis. Um número de edifícios do início do século XVII compõe a cena histórica. Perto da ponte ferroviária, três pistas continuam em direção ao leste, presumivelmente no passado, a rota original da High Street, antes da chegada da ferrovia. Uma delas agora leva à estação ferroviária de Aberdour, um exemplo de construção tradicional muito bem conservada e cuidada, que ainda hoje desempenha o seu papel de transportar pelo menos um quarto da população ativa da aldeia para o seu trabalho todos os dias.
A segunda pista leva paralelamente à linha férrea ao Castelo de Aberdour, enquanto uma terceira leva à restaurada Aberdour House. Um pouco mais a oeste, uma estrada estreita, a Shore Road, leva até West Sands e ao porto. Para muitos, esta área é o ponto alto de qualquer visita a Aberdour.
Outra estrada leva em direção ao litoral partindo de Easter Aberdour. A Hawkcraig Road conduz à igreja de São Filan e atravessa o parque Silversand, que abriga o Aberdour Shinty Club, em Hawkcraig. Uma área de vegetação e rochas escarpadas separa as duas baías de Aberdour. A partir daqui, é uma curta caminhada até Silver Sands, a praia mais movimentada e popular de Aberdour. No lado oeste de Hawkcraig Point há um curto cais de concreto que era usado como parte do desenvolvimento de torpedos controlados por rádio durante a Primeira Guerra Mundial. As fundações da Rádio Hut ainda podem ser vistas na colina.
O obelisco Aberdour foi construído por Lorde Morton por ocasião de sua mudança da aldeia para uma grande casa em Edimburgo. Foi construído para que ele pudesse ver a sua ex-cidade natal de sua nova casa quando olhasse de binóculos - ele está localizado em um pasto entre o castelo e a praia.

## Cultura
Aberdour tem uma festa anual muito popular, que vai de final de julho até o início de agosto e apresenta eventos musicais, esportivos, infantis e espetáculos.
Aberdour foi finalista em 2005 do prestigiado prêmio "Beautiful Scotland in Bloom". Foi indicada para a "Best Coastal Resort" da Escócia juntamente com St. Andrews, em Fife, North Berwick, em East Lothian, e Rothesay, em Argyll and Bute.

## Praias
Aberdour possui duas praias: a Silver Sands e a Black Sands.
A Silver Sands está localizada no lado oriental da cidade, e é uma das sete praias "Bandeira azul" da Escócia, o que denota um padrão exemplar de limpeza, instalações, segurança, educação e gestão ambiental.
A Black Sands (Areias negras), como o nome sugere, tem uma areia mais escura e mais rochosa, e também é popular entre os visitantes que gostam de explorar cavernas e a fascinante vida marinha. Durante os meses de verão (abril-setembro), os cães são proibidos de frequentarem a Silver Sands, mas são permitidos durante todo o ano na Black Sands. As duas praias são ligadas por uma parte da Fife Coastal Path, que também leva ao antigo porto e a Hawkcraig - um popular local de escaladas.
Diversas cenas do filme de 2003 de Richard Jobson, 16 Years of Alcohol foram filmados na Black Sands, em Aberdour.

## Inchcolm
A ilha de Inchcolm, ou ilha (em gaélico Innis) de Columba, próxima da costa, faz parte da freguesia de Aberdour. Seu nome indica associações que remontam à época de São Columba e, embora sem registros anteriores ao século XII, pode ter servido de proteção aos monges da família columbana como uma 'Iona do leste' dos tempos antigos.
Durante as Primeira e Segunda Guerras Mundiais, Inchcolm foi ocupada pelo Exército como parte das defesas do estuário do rio Forth. Há muitos restos de armamento, barracas, etc. destes períodos.
A ilha é importante por sua vida selvagem, especialmente aves e focas. Isto atrai muitos visitantes no verão, juntamente com as ruínas da histórica abadia, e é um cenário popular para casamentos.

## Governo local
- «Aberdour Community Council» (em inglês). tem seu próprio website onde se pode encontrar informações sobre o Conselho e eventos em Aberdour.

## Cidade irmã
- - Corte Franca, Itália